# Honda VFR 750F
La Honda VFR 750F è una motocicletta stradale prodotta dalla casa motociclistica giapponese Honda dal 1985 al 1998.

## Storia

### 1986-1990

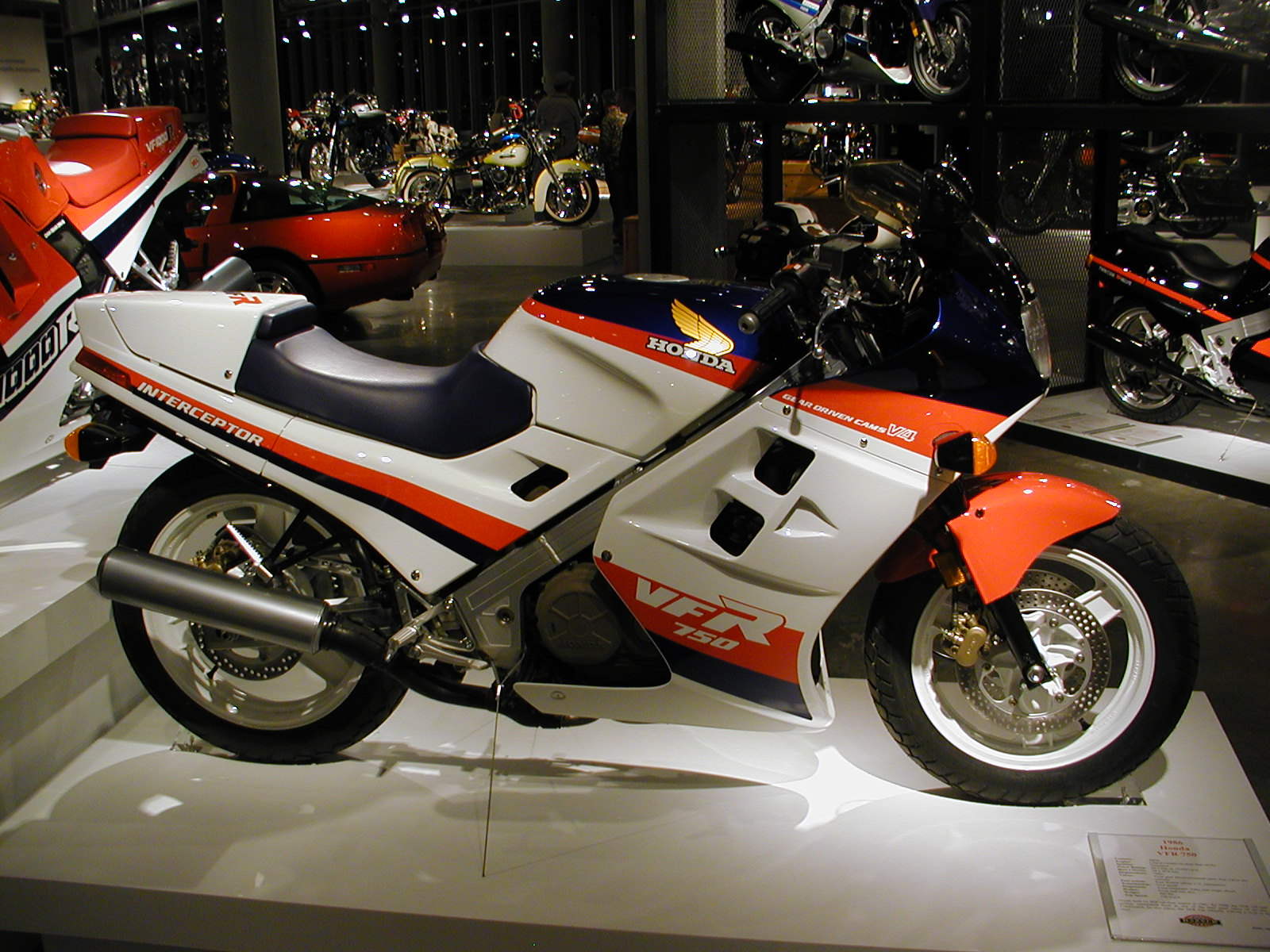
VFR750 Interceptor

Sul finire del 1985 al salone di Parigi, la moto venne presentata nella cilindrata da 750 cm³ come pesante un'evoluzione della Honda VF 750F, nonostante non fosse una sua diretta discendente.
Già al momento della sua comparsa, il modello aveva un'impronta sia sportiva che turistica, inaugurando un segmento di nicchia delle cosiddette Sport Tourer. La moto si caratterizzava in particolare per il telaio, derivato direttamente dalle moto da competizione, il sistema di distribuzione a cascata di ingranaggi con impianto di raffreddamento maggiorato e la carrozzeria monocromatica.
Le potenza dichiarata era di 105 CV e venne posta in vendita in Italia a partire dal 1986 al prezzo di 11.000.000 di Lire.
Questo modello, sul quale erano montati semimanubri alti, garantiva una migliore posizione di guida per il conducente, mentre non si poteva dire lo stesso anche per il passeggero; un ottimo comfort di marcia, poche vibrazioni, facilità di guida; a questo si contrapponeva un eccessivo calore sprigionato dal motore (cosa che si protrarrà per tutte le serie successive), consumi piuttosto elevati sia in fatto di carburante (gli americani avevano ribattezzato la VFR con la sigla di Very Frequent Refueling, "rifornimento molto frequente") che di pneumatici (Dunlop) di serie.
Nel 1988, il modello subiva alcune modifiche delle quali le più visibili furono: cambiarono i cinematismi del Pro-link e il monoammortizzatore, restando invariate le altre quote geometriche fondamentali come pure il telaio; posizionamento degli indicatori di direzione all'interno delle carene; adozione di un puntale più vistoso per la carena; ridimensionamento e riposizionamento delle prese d'aria e degli sfoghi (per ridurre il calore sulle gambe del pilota).
Sulla ciclistica, invece, ci furono gli interventi più massicci: adozione della forcella da 41 mm; entrambe le ruote diventano da 17" (prima erano da 16" davanti e 18" dietro) con pneumatici di sezione maggiorata e nuovi cerchi derivati da quelli delle CBR; i dischi anteriori vengono portati a 296 mm, mentre quello posteriore resta da 256 mm.

### 1994-1997

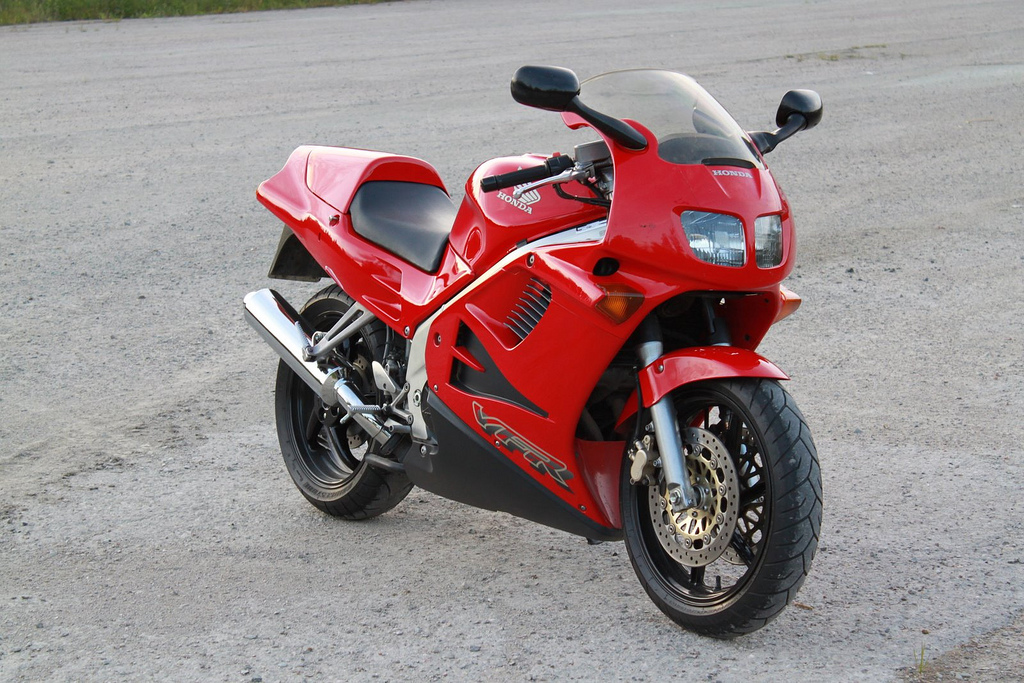
Honda VFR 750 RC36 II 94-97

Nel 1990 esordisce il nuovo modello (sigla di fabbrica RC36), che si presentava modifiche consistenti, sia esteticamente che meccanicamente. In primo luogo, viene limitata la potenza della moto a 100 CV, per anticipare la decisione di adozione di una proposta di legge (poi approvata in Francia) che imponeva di adottare un simile accorgimento per motivi legati alla sicurezza.
Il modello si presentava con una carenatura completamente avvolgente e con una seduta migliorata anche per il passeggero. La forcella anteriore perse le regolazioni idrauliche, mentre permane il problema dell'eccessivo riscaldamento del motore, unitamente al consumo di carburante elevato, nonostante l'abbassamento di potenza. Il prezzo di vendita in Italia era di 14.500.000 Lire.
Nel 1992 venne introdotta la regolazione del precarico per la forcella, unitamente ad un nuovo monoammortizzatore regolabile in estensione, mentre vi furono modifiche ai cerchi (verniciati di grigio) e modifiche a coperchi, involucri, carter e coppa dell'olio. Inoltre cambiò il volume del terminale di scarico. Furono modificati i pistoni, con un riguadagno di potenza attestandosi a 102 CV. Il prezzo di vendita passò a 15.500.000 Lire.

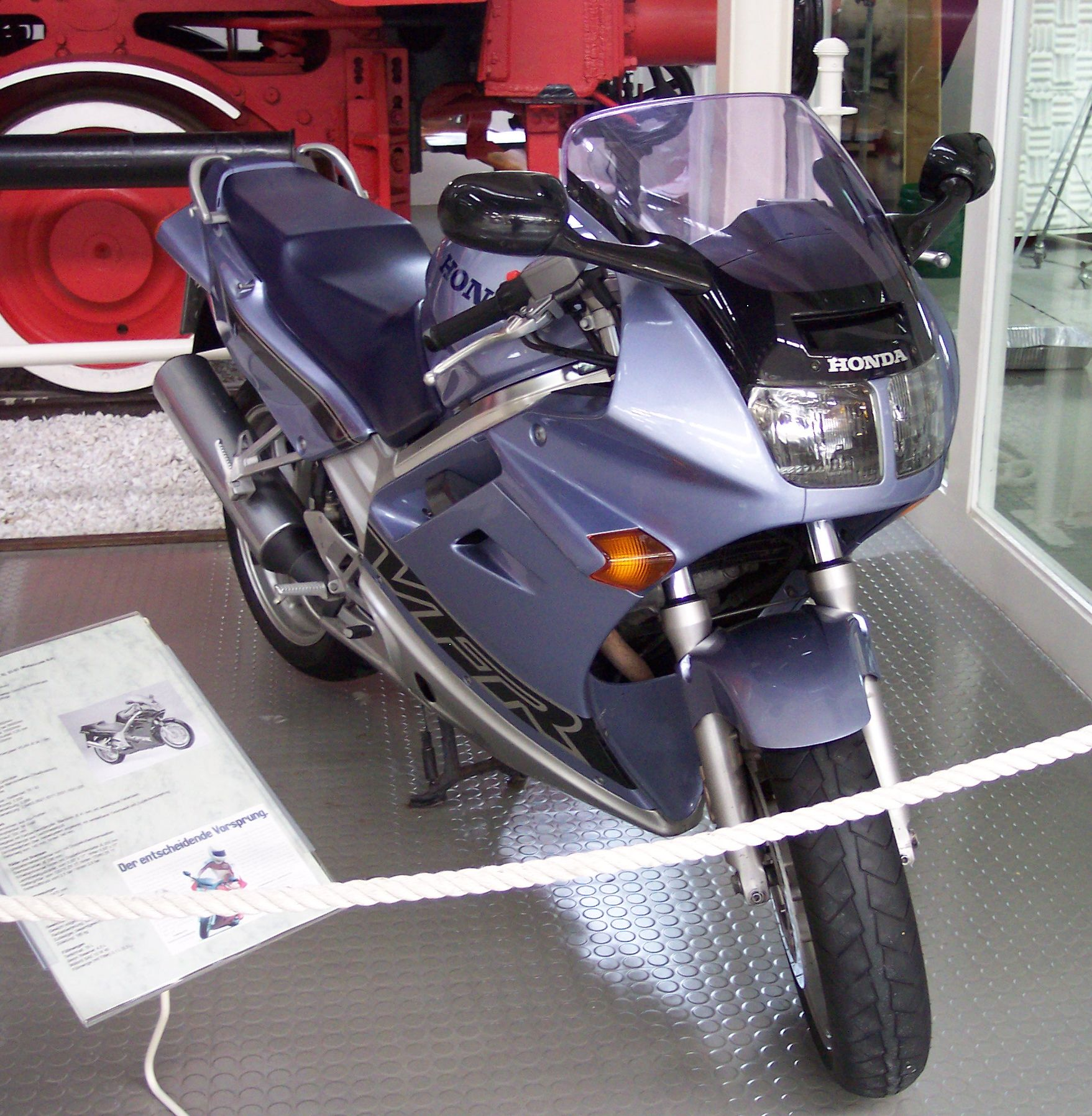
VFR 750 F RC36 I 90-93

### 1994-1998
Nel 1992 la Honda aveva presentato la NR 750, dalla quale nel 1994 la nuova versione VFR 750 riprese le soluzioni estetiche, come il doppio gruppo ottico anteriore e le prese d'aria di tipo NACA sulle fiancata.
Con l'uscita della seconda serie RC36, la VFR si presentò con la carenatura molto più avvolgente (peggiorando di fatto il coefficiente aerodinamico), con i fanali anteriori e le prese d'aria derivate direttamente dalla NR, mentre il motore venne associato a carburatori più piccolo da 36 a 34 mm del tipo a valvola piatta; lo scarico venne ridimensionato per ridurre la rumorosità.
La ciclistica rimane pressoché identica al modello precedente, a parte l'adozione delle protezioni per gli steli da 41 mm e il cerchio posteriore (sempre montato su monobraccio) a 5 razze; anche il telaio è leggermente differente, maggiormente nella zona posteriore, per contenerne i pesi.
I consumi vedono una piccola tendenza al ribasso; vista un'ulteriore riduzione della rumorosità, si nota una riduzione delle prestazioni agli alti regimi. A questo si aggiunge una certa irregolarità ai bassi, mentre vi è una maggior prontezza di risposta dei carburatori a valvola piatta solo oltre i 4000 giri. 
Il prezzo di vendita in Italia era di 18.000.000 Lire.

## Attività sportiva
Sul finire degli anni '80 la moto vinse tre edizioni del campionato AMA Superbike (1986 e 1988) con Fred Merkel e Bubba Shobert.